# Eucyclomela philippina
Eucyclomela philippina là một loài bọ cánh cứng trong họ Chrysomelidae. Loài này được Medvedev miêu tả khoa học năm 1993.